# Einstenio
El einstenio es un elemento sintético de la tabla periódica cuyo símbolo es Es y su número atómico es 99. Fue llamado así en honor de Albert Einstein, aunque se descubrió en diciembre de 1952 en los restos de la primera explosión termonuclear en el Pacífico, realizada un mes antes, por el equipo de investigadores formado por G. R. Choppin, A. Ghiorso, B. G. Harvey y S. G. Thompson.
Como muchos elementos de este mismo grupo, no se encuentra en la naturaleza, debido a que su tiempo de vida es corto por lo que se obtiene artificialmente.
El proceso de obtención es a través de una transmutación nuclear de elementos más ligeros. La transmutación consiste en convertir núcleos estables en otros núcleos al ser bombardeados por partículas a alta velocidad.
El primer experimento de ese tipo fue realizado por Ernest Rutherford (físico y químico neozelandés). Consistió en mandar partículas alfa sobre una fina lámina de oro y observar cómo esta afectaba a la trayectoria de los rayos.
El 254Es puede sintetizarse por bombardeo de Am, Pu o Cm con neutrones.

## Método de obtención
Su método de obtención consiste en irradiar aproximadamente 1 kg de Pu-239 en un reactor para generar Pu-242. Este Pu-242 se introduce en bolas de óxido de plutonio y aluminio en polvo. Posteriormente estas bolas se introducen en varillas y se irradian. Finalmente, se introducen las varillas en un reactor isotópico de alto flujo. Tras todo esto se separa el einstenio del californio.

## Características físicas

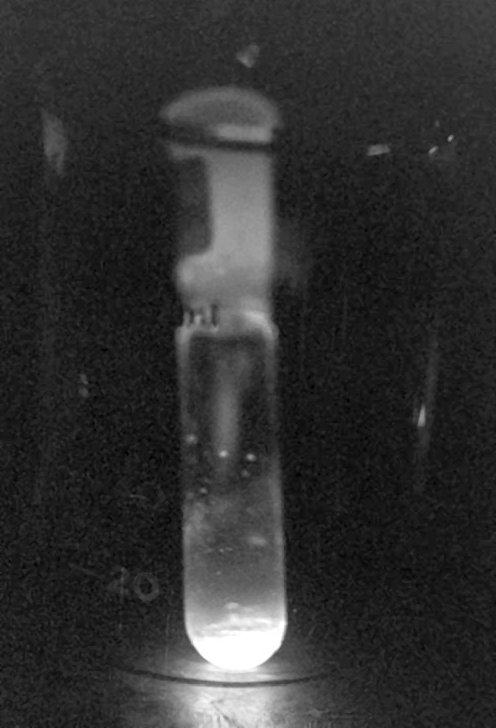
Brillo debido a la intensa radiación de ~ 300 µg de ^{253}Es.

El Einstenio es un metal sintético, plateado y radiactivo. En la Tabla periódica, se encuentra a la derecha del actínido Californio, a la izquierda del actínido Fermio y debajo del lantánido Holmio, con el que comparte muchas similitudes en propiedades físicas y químicas. Su densidad de 8.84 g/cm 3 es menor que la del californio (15.1 g/cm3) y es casi la misma que la del de Holmio (8.79 g/cm3), a pesar de que el einsteino atómico es mucho más pesado que el holmio. El punto de fusión del einsteinio (860 °C) también es relativamente bajo, por debajo del del californio (900 °C), fermio (1527 °C) y holmio (1461 °C). El einstenio es un metal blando, con un Módulo de compresibilidad de solo 15 GPa, uno de los valores más bajos entre los metales no alcalinos.
Contrariamente a los actínidos más ligeros Californio, Berkelio, Curio y Americio, que cristalizan en una doble estructura hexagonal en condiciones ambientales, el Einsteinio se cree que tiene una simetría de cristal cúbico centrado en la cara ( fcc ) con el grupo espacial  fm   3  M  y la red constante "'A= 575 PM. Sin embargo, hay un informe de metal hexagonal einsteinium de temperatura ambiente con  A  = 398 pm y  c  = 650 pm, que se convirtió en la fase  FCC  al calentar a 300 °C.
La autodegradación inducida por la radioactividad del einstenio es tan fuerte que destruye rápidamente la estructura de cristal, y la liberación de energía durante este proceso, 1000 vatios por gramo de 253Es, induce un brillo visible. Estos procesos pueden contribuir a la densidad relativamente baja y el punto de fusión del Einsteinio. Además, debido al tamaño pequeño de las muestras disponibles, el punto de fusión del einsteinium a menudo se dedujo observando la muestra que se calienta dentro de un microscopio electrónico. Por lo tanto, los efectos de la superficie en muestras pequeñas podrían reducir el valor del punto de fusión.
Este metal es trivalente y tiene una volatilidad notablemente alta. Para reducir el daño de autoadiación, la mayoría de las medidas de einstenio sólido y sus compuestos se realizan justo después del recreo térmico. Además, algunos compuestos se estudian bajo la atmósfera del gas reductante, por ejemplo, H2 o+ HCl para ESOCL de modo que la muestra se vuelva en parte durante su descomposición.
Además de la autodestrucción de Einsteinium sólido y sus compuestos, otras dificultades intrínsecas a la hora de estudiar este elemento incluyen su escasez: el isótopo más común 253  está disponible solo una o dos veces al año en cantidades por debajo de los miligramos, y hay autocontaminación debido a la rápida conversión de Einsteinium a berkelio y luego a californio a una tasa de aproximadamente 3.3% por día:
{\displaystyle {\ce {^{253}_{99}Es ->[\alpha][20 {\ce {d}}] ^{249}_{97}Bk ->[\beta^-][314 {\ce {d}}] ^{249}_{98}Cf}}}

## Aplicaciones
El isótopo 253Es se emplea para producir el elemento mendelevio. Actualmente, no hay aplicaciones prácticas que no sean las de la investigación científica básica, debido a las pequeñas cantidades de Einstenio que se producen y la corta vida media de su isótopo. En particular, el einstenio fue utilizado para sintetizar, por primera vez, 17 átomos del nuevo elemento mendelevio en 1955.
Se suele utilizar el isótopo raro 254Es en la producción de elementos superpesados debido a su gran masa, una vida media relativamente larga de 270 días y disponibilidad en cantidades significativas de varios microgramos.. Por esas razones se utilizó 254Es como blanco en el intento de síntesis de Ununennium (elemento 119) en 1985 al bombardearlo con iones de calcio-48 en el Acelerador de partículas lineales Superhilac en Berkeley, California. No se identificaron átomos, estableciendo un límite superior para la sección transversal de esta reacción en 300 nanobarns.
{\displaystyle {\ce {{^{254}_{99}Es}+{^{48}_{20}Ca}->{^{302}_{119}Uue^{\ast }}->no\ atoms}}}
El 254Es se utilizó como marcador de calibración en el espectrómetro de análisis químico del analizador de superficie de dispersión alfa de la sonda lunar Surveyor 5. La gran masa de este isótopo redujo la superposición espectral entre las señales del marcador y los elementos más ligeros estudiados de la superficie lunar.

## Toxicidad
La mayor parte de los datos disponibles sobre la toxicidad del einstenio proceden de la investigación en animales. Tras la ingestión por parte de ratas de laboratorio, sólo el ~0,01% acaba en el torrente sanguíneo. De ahí, alrededor del 65% va a los huesos, donde permanecería durante ~50 años si no fuera por su desintegración radiactiva, por no hablar de los 3 años de vida máxima de las ratas, el 25% a los pulmones (vida media biológica ~20 años, aunque esto vuelve a ser irrelevante por la corta vida media del einstenio), el 0,035% a los testículos o el 0,01% a los ovarios, donde el einstenio permanece indefinidamente. Aproximadamente el 10% de la cantidad ingerida se excreta. La distribución del einstenio sobre las superficies óseas es uniforme y es similar a la del plutonio.